# Apocaulon carnosum
Apocaulon carnosum är en vinruteväxtart som beskrevs av Richard Sumner Cowan. Apocaulon carnosum ingår i släktet Apocaulon och familjen vinruteväxter. Inga underarter finns listade i Catalogue of Life.